# The New Batman Adventures
The New Batman Adventures är en uppföljare till TV-serien Batman: The Animated Series, och sändes 1997–1999. Några figurer i föregående version som Ra’s Al Ghul, Red Claw och Clock King dök aldrig upp i denna version. Däremot lades några nya karaktärer till, bland annat Eldflugan och Roxy Rocket. De förekommande karaktärerna såg något annorlunda ut jämfört med tidigare den tidigare TV-serien. Serien gick i Sverige på TV3, TV4 och Kanal 5.

## Rollfigurer
| Hjältar och allierade    | Skurkar             | Övriga            |
| ------------------------ | ------------------- | ----------------- |
| Batman (Bruce Wayne)     | Baby-Doll           | Alfred Pennyworth |
| Batgirl (Barbara Gordon) | Bane                | Harvey Bullock    |
| Etrigan (Jason Blood)    | Buktalaren/Scarface | Jim Gordon        |
| Nightwing (Dick Grayson) | Calendar Girl       | Renee Montoya     |
| Robin (Tim Drake)        | Clayface            |                   |
| Stålflickan              | Eldflugan           |                   |
|                          | Farmer Brown        |                   |
|                          | Brännässlan         |                   |
|                          | Catwoman            |                   |
|                          | Gåtan               |                   |
|                          | Harley Quinn        |                   |
|                          | Hattmakaren         |                   |
|                          | Jokern              |                   |
|                          | Killer Croc         |                   |
|                          | Klarion             |                   |
|                          | Livewire            |                   |
|                          | Mr Freeze           |                   |
|                          | Pingvinen           |                   |
|                          | Roxy Rocket         |                   |
|                          | Thomas Blake        |                   |
|                          | Two-Face            |                   |

## Svenska röster i urval
- Charlotte Ardai Jennefors - Barbara Gordon/Batgirl
- Vicki Benckert - Brännässlan och Renee Montoya
- Fredrik Dolk - Harvey Bullock och Mr Freeze
- Dick Eriksson - Klarion
- Gunnar Ernblad - Eldflugan
- Leo Hallerstam - Tim Drake/Robin
- Johan Hedenberg - Bane och Jason Blood/Etrigan
- Joakim Jennefors - Fågelskrämman
- Hasse Jonsson - Scarface
- Mattias Knave - Bruce Wayne/Batman
- Andreas Nilsson - Alfred, Two-Face, Killer Croc, Hattmakaren, Arnold Wesker och Clayface
- Maria Rydberg - Baby-Doll
- Per Sandborgh - Jim Gordon, Jokern och Pingvinen
- Peter Sjöquist - Dick Grayson/Nightwing och Gåtan
- Annica Smedius - Catwoman och Roxy Rocket
- Pernilla Wahlgren - Harley Quinn
- Övriga röster - Steve Kratz m. fl.